# 紗紙契
紗紙契是中國古時的一種土地契約，因為紗紙防潮耐用，所以非常適合用作填寫契約，作長期保存。紗紙契至少已存在一千年以上，在廣東等地仍可見有一些土地是以紗紙契作為業權憑據。

## 紗紙契在澳門
紗紙契在澳門衍生了一種土地問題。氹仔、路環納入葡萄牙統治後，原居民卻沒有將所屬房地產業權向當時澳葡政府註冊立案，故在立契官公署並無地權證明文本，因而房屋及土地的業權就由原居民代代相傳的情況下繼承，引發後來的社會問題。